# Sluneční hodiny (Prachatice)
Sluneční hodiny v Prachaticích v Jihočeském kraji, jsou monumentální geometrickou plastikou od sochaře Zdeňka Šimka z let 1969–1970. Nachází se u Malého náměstí, na začátku Zahradní ulice, pod Dolní bránou. Stojí v nadmořské výšce 556 m n. m.

## Historie
Sochař Zdeněk Šimek (1927–1970) se amatérsky zabýval astronomií a při práci na prachatických slunečních hodinách se inspiroval velkolepou astronomickou observatoří Samrat Yantra z roku 1728 v indickém městě Jaipur. Zdeněk Šimek na slunečních hodinách pracoval v letech 1969–1970. Při jejich tvorbě spolupracoval s odborníkem na astronomii a stavbu slunečních hodin Pavlem Příhodou z Hvězdárny a planetária hlavního města Prahy, který provedl přesné rozkreslení, okótování, výpočty a vynesení linií. K realizaci na místě došlo až po smrti autora. Město Prachatice hodiny převzalo do svého majetku 6. prosince 1971.
V roce 2001 byla provedena oprava hodin, která spočívala v opravě ukazatele a celkovém očištění hodin, dále byl proveden hydrofobní nátěr a bylo obnoveno zlacení rysek a čísel.
Město Prachatice připravuje úpravy prostoru Malého náměstí. V roce 2015 nechalo zpracovat urbanisticko-architektonickou studii, která navrhuje řešení subprostoru u slunečních hodin, čímž by mělo dojít ke zvýraznění jejich pozice.

## Popis
Sluneční hodiny v Prachaticích jsou originální plastikou z mramoru. Bloky číselníku jsou vytvořeny ze zbuzanského mramoru a ukazatel je z vračanského vápence. Rysky pro hodiny od šesté do jedenácté dopolední jsou uvedeny na jednom společném sloupu a odpolední hodiny od dvanácté do osmnácté jsou na samostatných sloupcích. Na sloupcích jsou i zvířetníkové křivky.

## Rozměry
Prachatické sluneční hodiny patřily dlouhá léta k největším v Československu, pak Česku, některá média je udávala jako největší ve střední Evropě, ale v roce 2003 je svými rozměry předčily sluneční hodiny v Třešti  a v roce 2018 v Bezvěrově. 

## Galerie

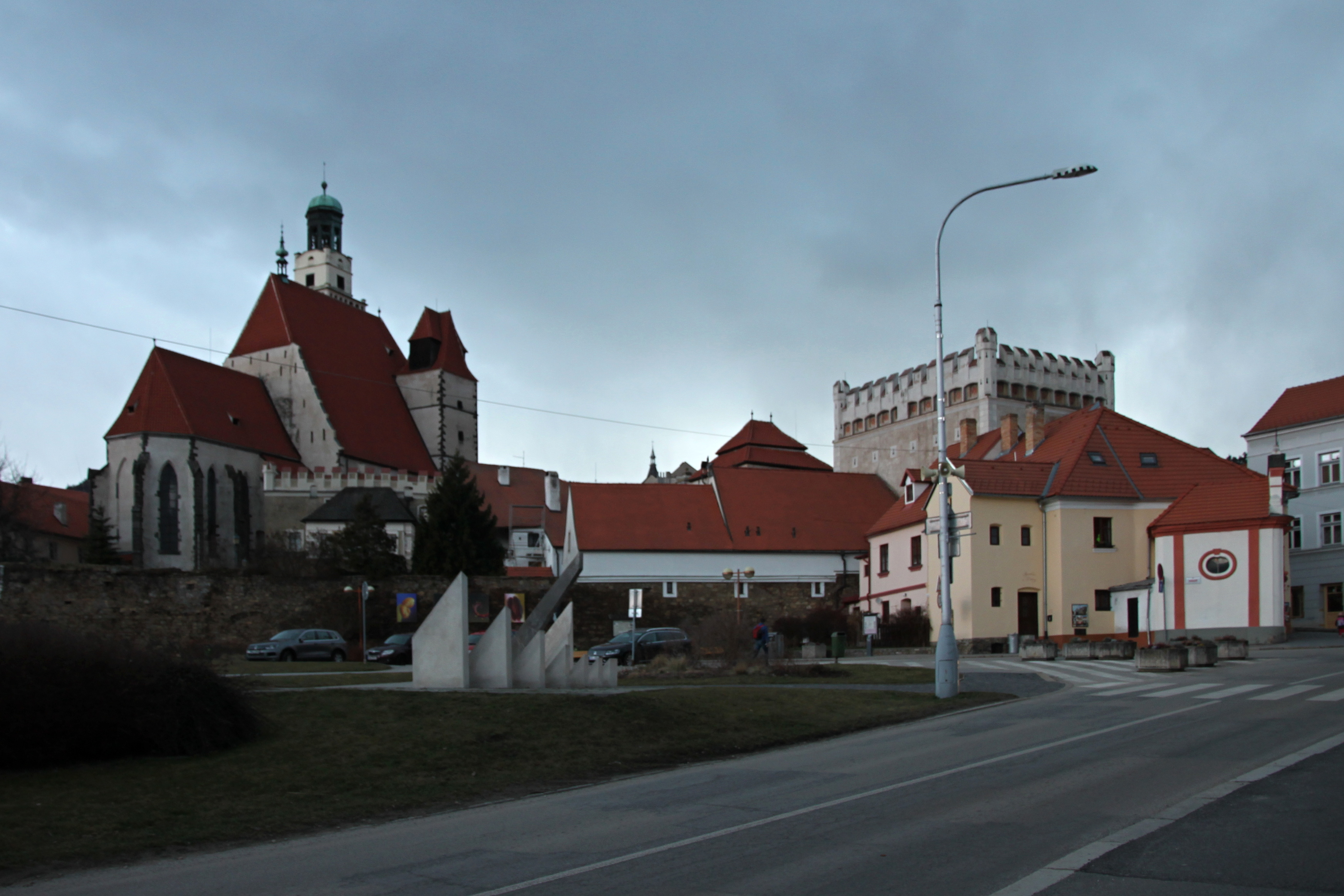
Pohled na centrum od V, sluneční hodiny jsou vlevo
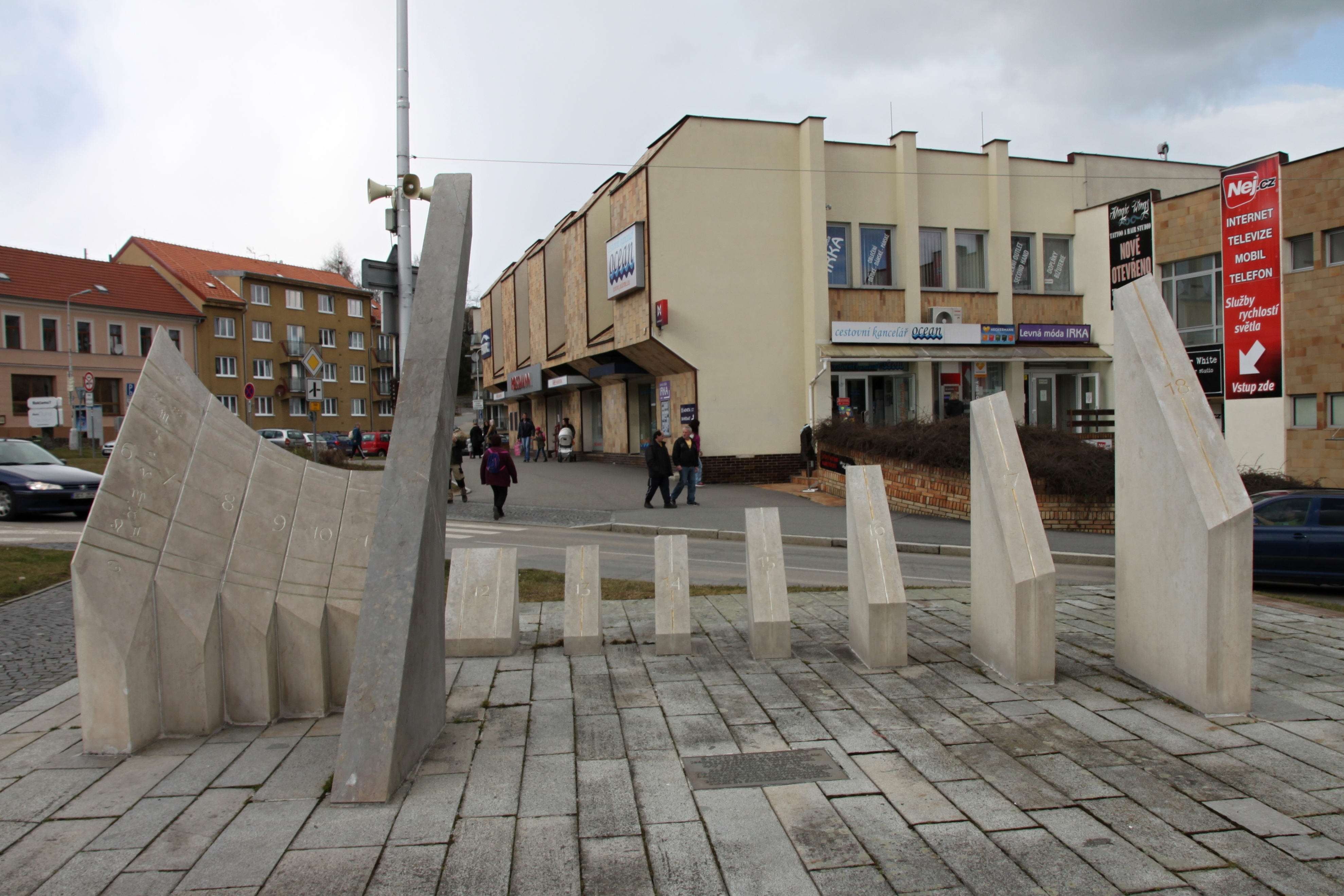
Pohled od J
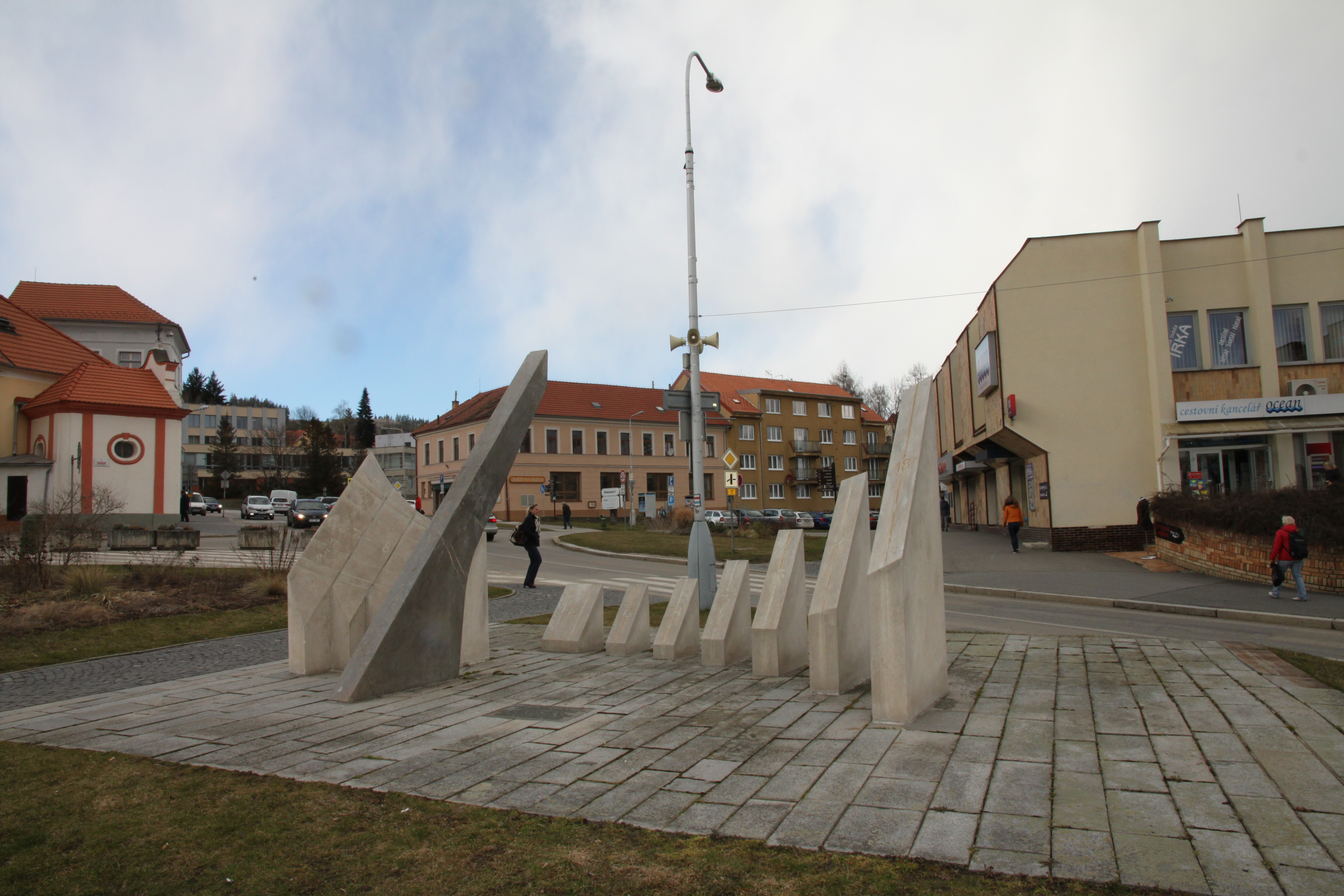
Pohled od JV
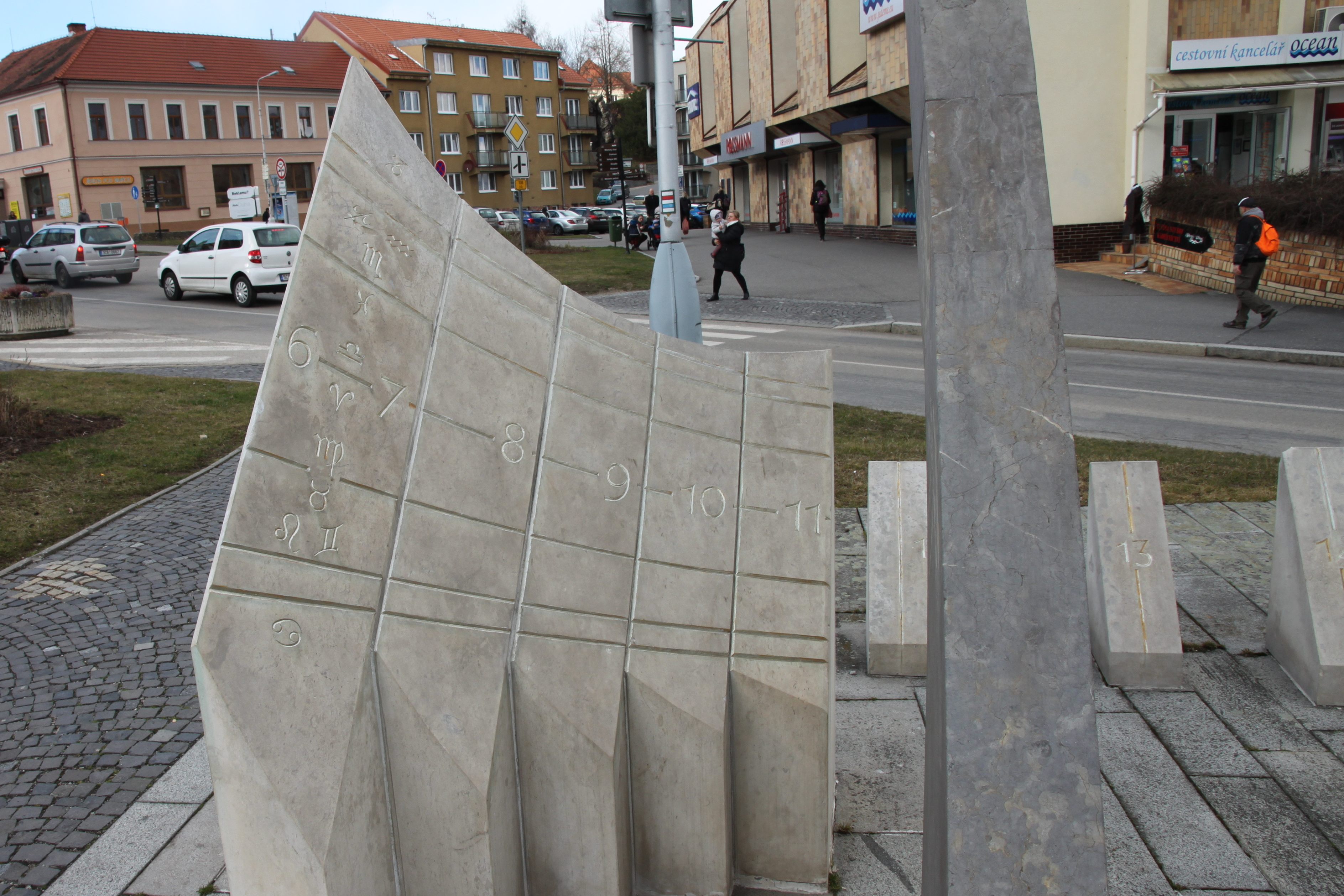
Detail; levá část
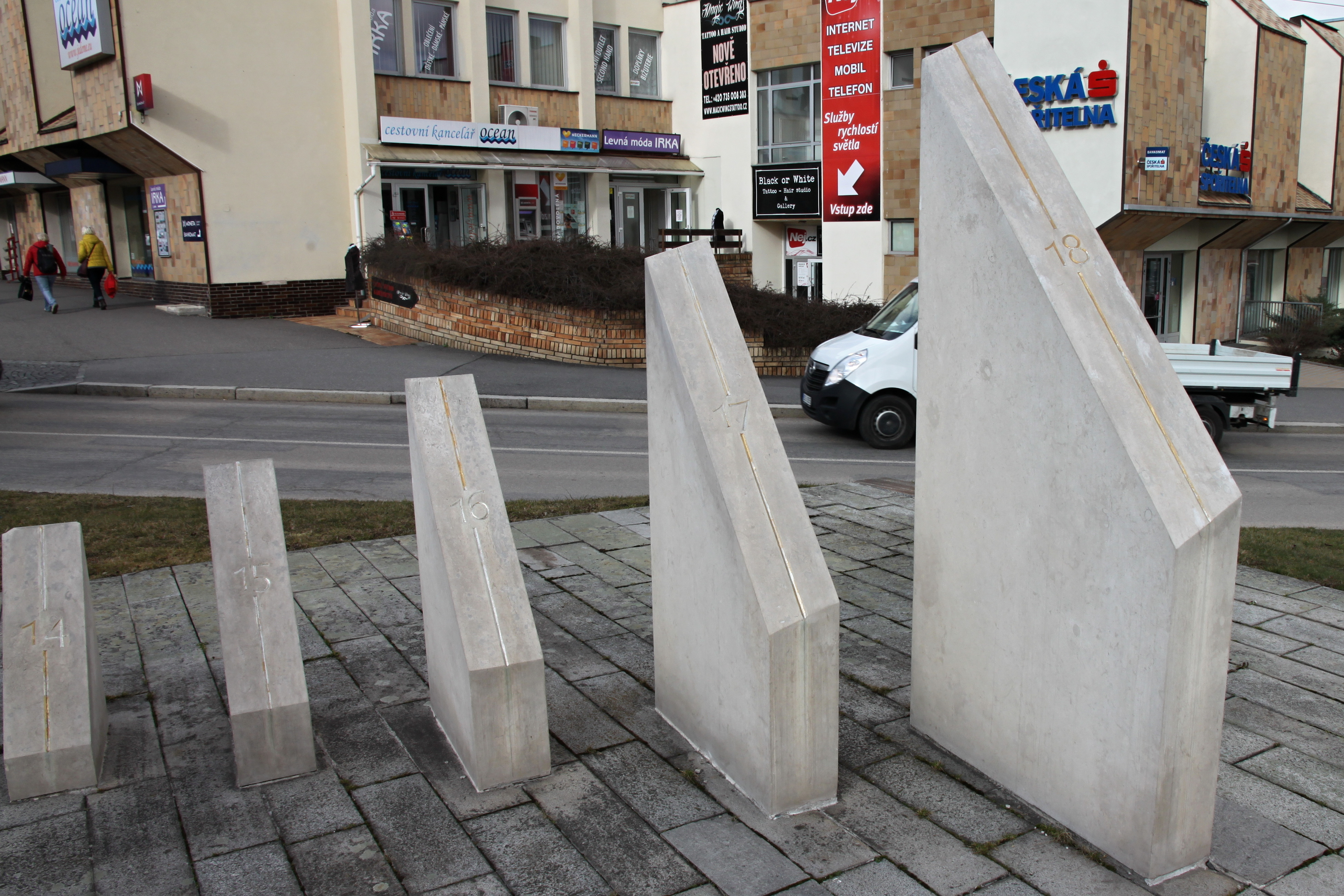
Detail; pravá část